# Fågeln i mig flyger vart den vill
Fågeln i mig flyger vart den vill är en barnbok av Sara Lundberg utgiven 2017. Boken är en saga byggd på konstnären Berta Hanssons liv. Den tilldelades Augustpriset 2017 för bästa barn- och ungdomsbok.